# ASM-2
L'ASM-2 è un missile antinave, prodotto da Mitsubishi Heavy Industries entrato in servizio nel 1993 nella Forza di autodifesa aerea giapponese con i cacciabombardieri Mitsubishi F-1, e in seguito adottato dai McDonnell Douglas F-4EJ Kai e Mitsubishi F-2.

## Storia del progetto

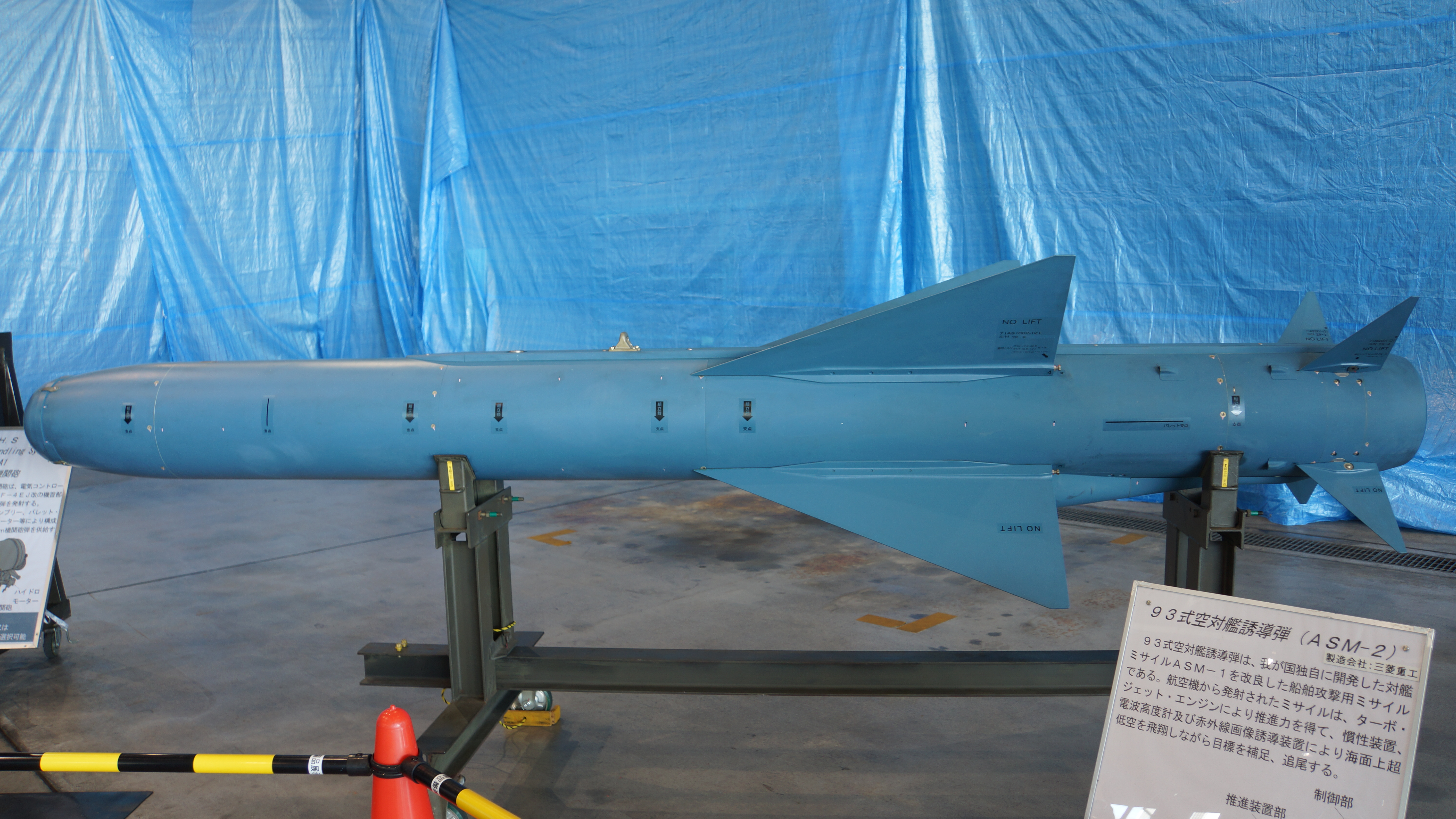
Un missile ASM-2 esposto presso la base aerea di Gifu il 30 ottobre 2016.

Con l'inizio della produzione della versione C del missile antinave ASM-1, il Ministero della difesa giapponese prese in considerazione di realizzare una versione completamente riprogettata dell'ASM-1 originale, che differiva talmente dal precedente, tanto che ottenne la designazione di Type 93 Air-to-Ship Missile (in lingua giapponese Kyūsan shiki kūtaikan yūdōdan). La nuova arma fu designata operativamente ASM-2, distinguendosi dal precedente tipo per l'adozione di una propulsione basata su un turbogetto e un sistema di guida all'infrarosso.
Il missile entrò in servizio operativo nella Forza di autodifesa aerea nel corso del 1993, assegnato ai cacciabombardieri Mitsubishi F-1 e in seguito adottato dai McDonnell Douglas F-4EJ Kai e Mitsubishi F-2.

## Descrizione tecnica

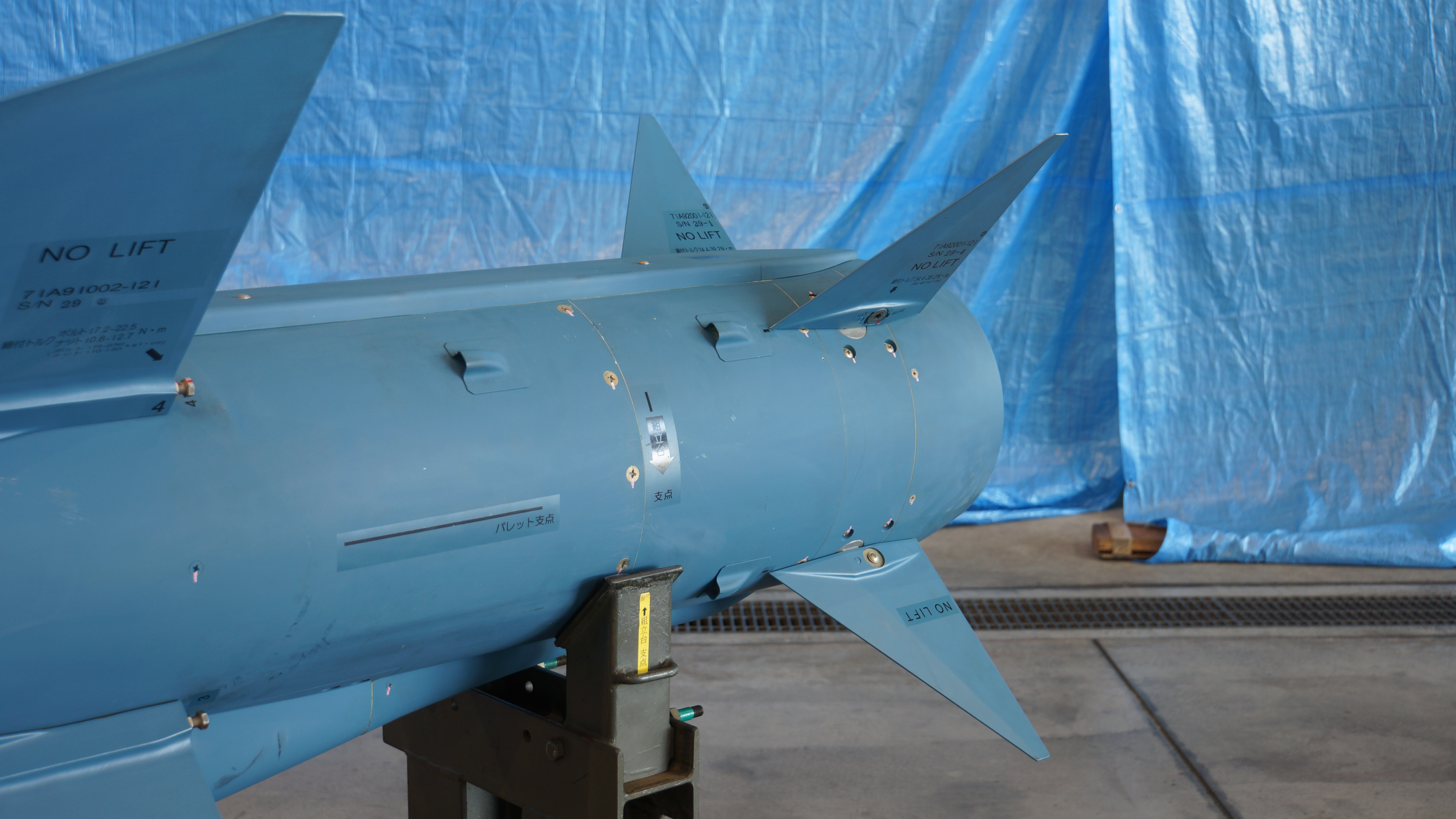
Particolare degli impennaggi di coda di un missile ASM-2.

Il missile aria-superficie antinave aviolanciabile Mitsubishi ASM-2 ha una lunghezza di 4 m, un diametro di 35 cm, una apertura alare di 1,2 m, e un peso al lancio di 530 kg. La testata bellica semiperforante è costituita da una carica di 225 kg di esplosivo ad alto potenziale (HE), e ha la capacità di penetrare all'interno del bersaglio prima di esplodere.
 
Il propulsore è costituito da un turbogetto Mitsubishi TJM2 che permette all'arma di raggiungere una velocità massima di 1.150 km/h, e una gittata di 170 km. Il sistema di guida prevede la navigazione inerziale nella parte intermedia del volo, e un sensore all'infrarosso Fujitsu installato nell'ogiva del missile per la parte terminale. L'arma è caratterizzata da un profilo di volo sea-skimming che prevede un'altitudine di volo di 5 m.

## Impiego operativo

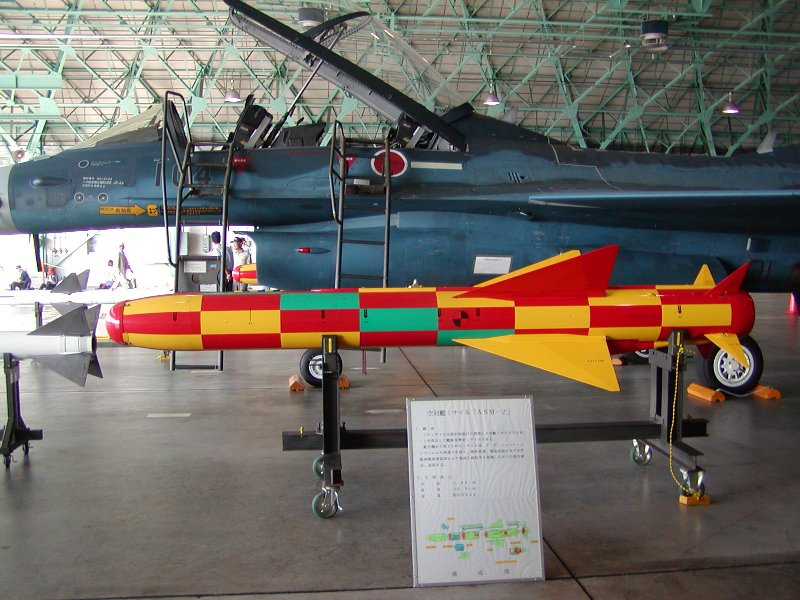
Un missile ASM-2 fotografato accanto ad un cacciabombardiere Mitsubishi F-2.

Nel corso degli anni il suo impiego fu esteso anche ai cacciabombardieri McDonnell Douglas F-4EJ Kai e Mitsubishi F-2. In particolare gli F-2, in configurazione da interdizione marittima, ne portano 4 sotto le ali insieme a due missili aria-aria da autodifesa e due serbatoi supplementari da 600 galloni. Esiste anche una versione ASM-2B dotata di sistema di guida satellitare GPS.

## Versioni
- ASM-2B: versione dotata di sistema di guida satellitare tramite GPS.

## Utilizzatori
Giappone
Kōkū Jieitai

### Fonti
1. ↑  (EN) ASM-1, su weaponsystems.net. URL consultato l'11 novembre 2018.
2. 1 2  Martorella 2019, p. 41.